# Батумский ботанический сад

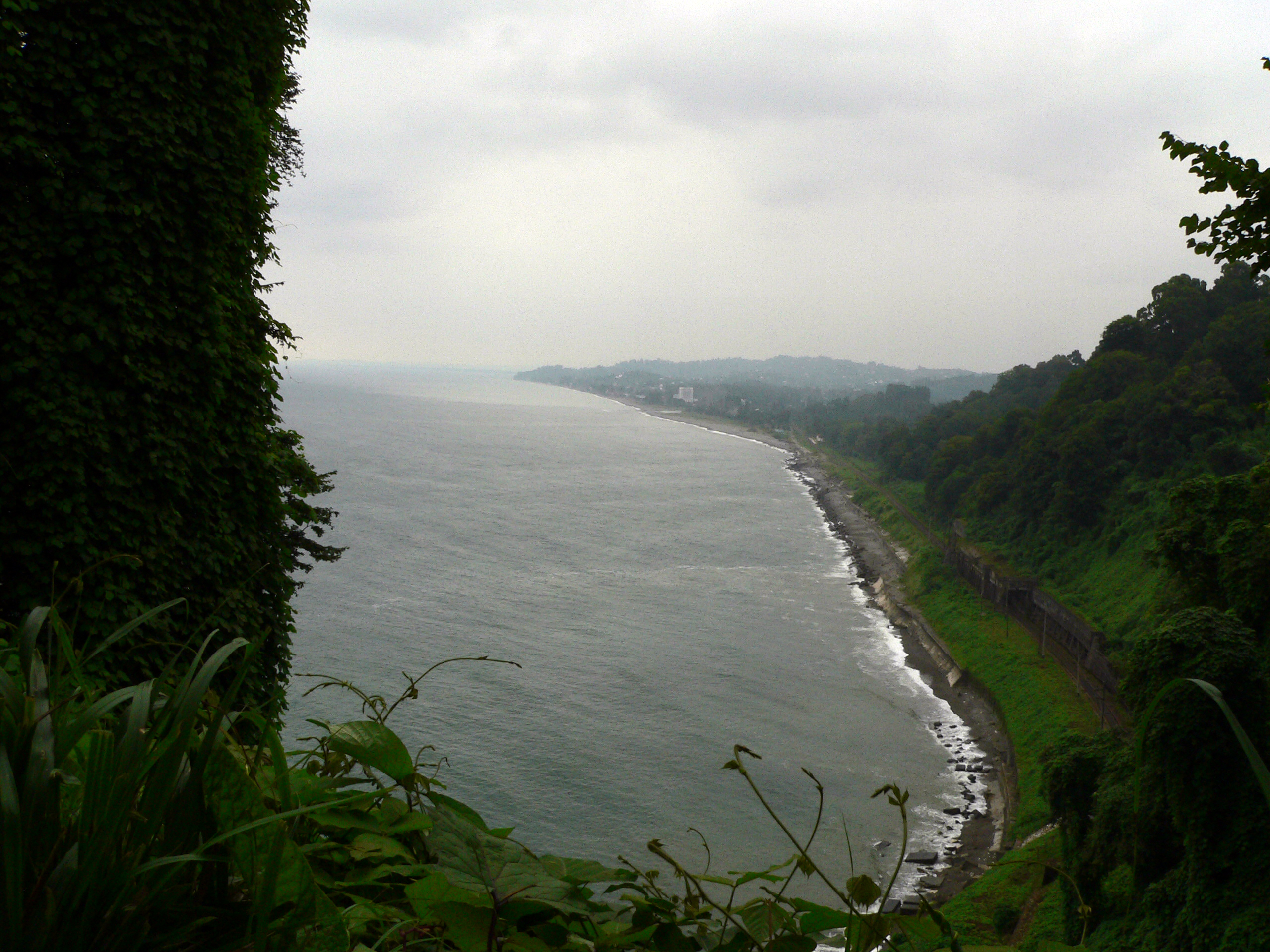
Вид на море из ботанического сада в Батуми

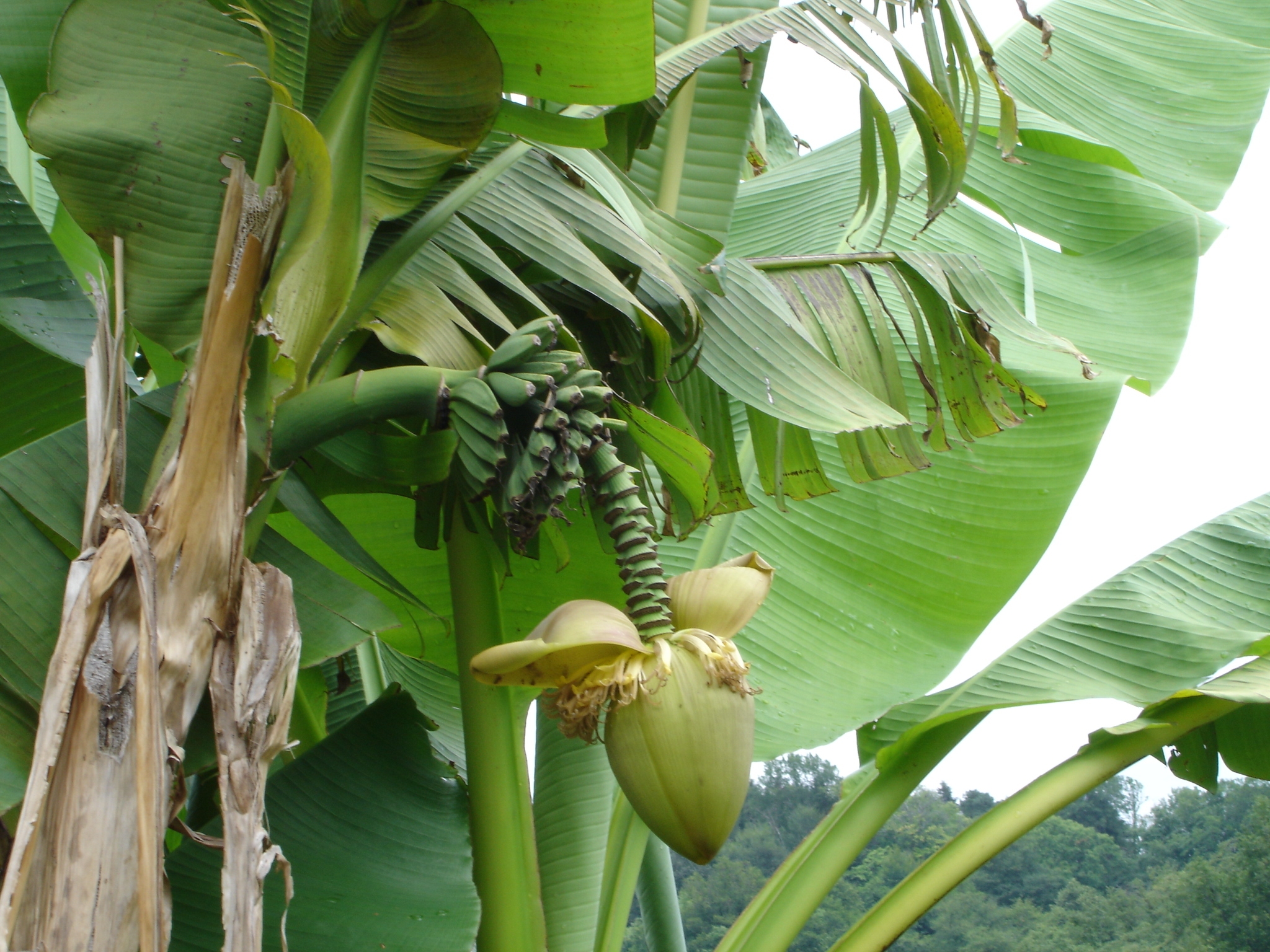
Бананы в саду произрастают, однако плодоносят очень редко

Это тюльпановое дерево, давно упавшее через овраг, питает несколько ветвей, ставших самостоятельными деревьями

Эвкалиптовая роща

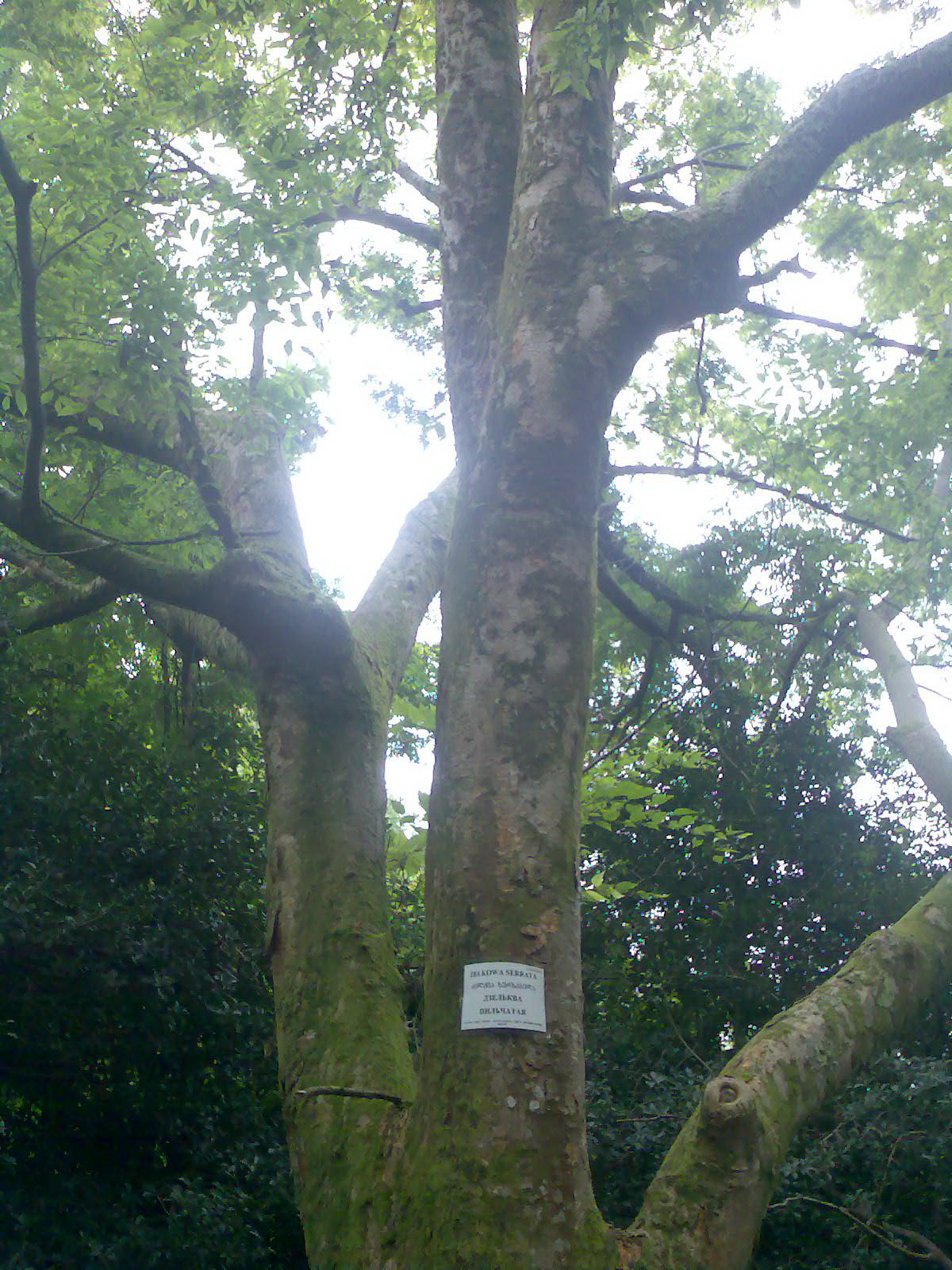
Дзельква

Бату́мский ботани́ческий сад (груз. ბათუმის ბოტანიკური ბაღი) — один из крупнейших ботанических садов, расположен на площади 113 га в 9 км от Батуми близ железнодорожной станции Зелёный Мыс (в селе Мцване-Концхи). Являлся одним из крупнейших ботанических садов СССР.
Батумский ботанический сад был основан российским ботаником и географом Андреем Николаевичем Красновым, братом генерала П. Н. Краснова, в 1880 году и официально был открыт 3 ноября 1912 года. Главной задачей сада Краснов считал акклиматизацию хозяйственно ценных субтропических растений и введение их в культуру в южных районах России.
Большой вклад в развитие сада привнес Ясон Гордезиани. Под его непосредственным руководством в ботаническом саду появились  японский, китайский, мексиканский, австралийский, чилийский, ново-зеландский,  американский и европейский отделы.
После установления в Грузии Советской власти ботанический сад продолжал развиваться. Постановлением Совнаркома СССР от 30 июля 1925 года Батумский ботанический сад признан основным научным учреждением СССР по развитию на Черноморском побережье Кавказа субтропических культур: чая, цитрусовых и др.
В начале XXI века состоял из девяти флористических отделов: влажных субтропиков Закавказья, новозеландского, австралийского, гималайского, восточноазиатского, североамериканского, южноамериканского, мексиканского и средиземноморского.
Коллекция живых растений насчитывает свыше 5 тысяч видов, разновидностей и форм, в том числе около 2 тысяч видов древесно-кустарниковых растений. Особо стоит выделить[почему?] большой розарий, в котором собраны различные сорта роз.
Работают пять научных отделов: интродукции растений, цветоводства и декоративного садоводства, селекции субтропических растений, физиологии и биохимии растений, ботаники.
Батумский ботанический сад управлялся Академией наук Грузии, но начиная с 2006 года стал независимым учреждением.
Вход в ботанический сад Батуми платный, билет можно приобрести в одной из трёх касс (по одной кассе на каждый вход).